# Anthony Franciosa
Anthony Franciosa, anomenat Tony Franciosa, (Nova York, 25 d'octubre de 1928 - Los Angeles, 19 de gener de 2006) va ser un actor estatunidenc de cinema i televisió.

## Biografia
De família italoamericana, va ser criat per la seva mare i la seva tia. En honor de la seva mare va adoptar el nom d'aquesta, Franciosa, com a cognom artístic.
El 1948 comença la seva carrera artística a la companyia Cherry Lane Theatre. De la seva època al teatre va obtenir el seu màxim èxit com protagonista de l'obra A Hatful of Rain, de l'escriptor Michael V. Gazzo, per la qual va ser nominat als Premis Tony. El 1957 quan l'obra va ser portada al cinema, va repetir el paper i va aconseguir una nominació a l'Oscar.
Durant els anys cinquanta i seixanta viu els seus millors moments com a actor: intervé en pel·lícules importants com Un rostre en la multitud d'Elia Kazan, amb Dean Martin i Shirley MacLaine, i El llarg i càlid estiu compartint protagonisme amb Paul Newman i Orson Welles. Altres papers destacats van ser Period of Adjustment juntament amb Jane Fonda, The Pleasure Seekers amb Ann Margret i Caroline Lyne, The Drowning Pool amb Paul Newman i Joanne Woodward i Rio Conchos del director Gordon Douglas i on compartia protagonisme amb Richard Boone, Stuart Whitman i Jim Brown.
Destacar la seva interpretació del pintor Francisco de Goya a la pel·lícula biogràficatitulada The Naked Maja, on compartia cartell amb Ava Gardner que encarnava la Duquessa d'Alba.
A mitjan anys seixanta va aparèixer menys a la pantalla gran i més a la pantalla de televisió. Va participar en la sèrie El més gran espectacle del món de la cadena ABC, a Breaking Point, El dia de San Valentí, El nom del joc i Matt Helm. En la dècada dels vuitanta treballa en la sèrie d'Aaron Spelling Cercador d'Amors perduts .
En l'àmbit personal Franciosa es va casar quatre vegades i va tenir tres fills, la seva esposa més famosa va ser l'actriu Shelley Winters.

## Filmografia
- 1957: This Could Be the Night: Tony Armotti
- 1957: Un rostre en la multitud (A Face in the Crowd): Joey
- 1957: A Hatful of Rain: Polo Pope
- 1957: Wild Is the Wind: Bene
- 1958: El llarg i càlid estiu (The Long, Hot Summer): Jody Varner
- 1958: The Naked Maja: Francisco Goya
- 1959: Career de Joseph Anthony: Sam Lawson
- 1959: The Story on page one: Victor Santini
- 1961: Go Naked in the World: Nick Stratton
- 1962: Senilità: Emilio Brentani
- 1962: Period of Adjustment|: Ralph Baitz
- 1964: Valentine's Day (sèrie TV): Valentine Farrow
- 1964: Rio Conchos: Juan Luis Rodriguez també anomenat Juan Luis Martinez
- 1964: The qPleasure Seekers: Emilio Lacaye
- 1966: A Man Could Get Killed: Steve / Antonio
- 1966: Assault on a Queen: Vic Rossiter
- 1966: The Swinger: Ric Colby
- 1966: Fame Is the Name of the Game  (TV): Jeff Dillon
- 1967: Fathom: Peter Merriwether
- 1968: The Sweet Ride: Collie
- 1968: In Enemy Country: Charles
- 1968: The Name of the Game (sèrie TV): Jeff Dillon
- 1969: A Man Called Gannon: Gannon
- 1971: Nella stretta morsa del ragno: Alan Foster
- 1971: The Deadly Hunt (TV): Ryab
- 1971: Earth II| (TV pilot) (TV): Frank Karger
- 1972: The Catcher (TV): Joe Cade
- 1972: A l'altra banda del carrer 110 (Across 110th Street): Nick D'Salvio
- 1972: Search (sèrie TV): Nick Bianco (1972-1973)
- 1973: Ghost in the Noonday Sun: Pierre Rodriguez
- 1974: This Is the West That Was (TV): J.W. McCanles
- 1975: Matt Helm (TV): Matt Helm
- 1975: Amb l'aigua al coll (The Drowning Pool): Cap Broussard
- 1975: Matt Helm (sèrie TV): Matt Helm (1975-76)
- 1977: Curse of the Black Widow (TV): Mark Higbie
- 1977: Aspen (fulletó TV): Alex Budde
- 1978: Wheels (fulletó TV): Smokey Stevenson
- 1979: Firepower: el doctor Charles Félix
- 1979: The World Is Full of Married Men: David Cooper
- 1980: La Cicala: Annibale Meneghetti, detto Ulisse
- 1981: Aiutami a sognare: Ray
- 1981: Side Show (TV): Zaranov
- 1982: Kiss My Grits: Charlie Kurdas
- 1982: Death Wish II: Herman Baldwin
- 1982: Tenebre: Peter Neal
- 1983: Julie Darling: Harold Wilding
- 1984: Finder of Lost Loves (TV): Cary Maxwell
- 1986: Stagecoach (TV): Henry Gatewood (Tonto Banker)
- 1987: Death House: Vic Moretti
- 1987: Blood Vows: The Story of a Mafia Wife (TV): Lou Di Luca
- 1989: La Morte è di moda: Inspector Rizzo
- 1989: Ghost Writer (TV): Vincent Carbone
- 1990: Backstreet Dreams: Angelo
- 1993: Double Threat: Crocker Scott
- 1993: El Caçador furtiu: Walter
- 1996: City Hall: Paul Zapatti

## Premis i nominacions

### Premis
- 1957: Copa Volpi per la millor interpretació masculina per A Hatful of Rain
- 1960: Globus d'Or al millor actor dramàtic per Career

### Nominacions
- 1958: Oscar al millor actor per A Hatful of Rain
- 1958: Globus d'Or al millor actor dramàtic per A Hatful of Rain
- 1965: Globus d'Or al millor actor dramàtic per Rio Conchos